# Rachela Luftig
Rachela Luftig (Chrzanów 1908 - París 198?) Fou una dona polonesa d'origen jueu i belga d'adopció. Militant de la Kultur Farein (organització judeo-marxista) serví la República Espanyola integrada en el grup d'infermeres de les Brigades Internacionals conegudes com Les mamàs belgues. Durant la Segona Guerra Mundial, fou membre dels partisans jueus de la Main d'Oeuvre Immigrée, facció de la Mobiel Korps de Brussel·les, que lluitaren contra l'ocupació nazi. Supervivent del camp de Ravensbrück, gran part de la seva família fou exterminada a Auschwitz. Establerta a París, fou membre del Partit Comunista Francès.

## Biografia
Nascuda a Chrzanów, era filla de Moshe Luftig i Bleina Taub, tenia quatre germanes i dos germans. La família, d'origen jueu, es va veure obligada a fugir de Polònia a causa dels nombrosos pogroms i de la crísi econòmica que s'havia generat arran de la Primera Guerra Mundial. Es van establir a Anvers i van treballar en el comerç de diamants. A Polònia, Rachela i les seves germanes Golda i Feigla (àlies Vera) eren membres de la Poale Zion (Partit Sionista-Socialista dels treballadors) però a l'entrar en contacte amb la societat flamenca, molt més oberta, es van afiliar a la Kultur Farein, d'inspiració marxista i van abandonar la religió i les tradicions del judaisme.
El 1936 a l'esclat de la Guerra Civil Espanyola, la juventut de la Kultur Farein, que rebutjava el feixisme i l'antisemitisme, es va sentir molt unida a la causa Republicana. Elie Goth company de Rachela, Emiel Akkerman marit de Feigla (àlies Vera) i el seu germà Piet Akkerman -coneguts líders sindicalistes- es van allistar voluntaris a les Brigades Internacionals. Els germans Akkerman van morir en combat al front de Madrid poc després de llur incorporació. El company de Golda Szmul Berliner, malgrat ser ferit en dues ocasions, va sobreviure a la batalla de Madrid i va ser traslladat a Albacete. Davant d'aquella greu situació, les germanes Luftig van decidir unire-se a la lluita i a finals d'abril de 1937 es van integrar al contingent d'infermeres voluntàries amb destinació a l'hospital d'Ontinyent, gestionat per la Internacional Obrera i Socialista, la Federació Sindical Internacional i promogut pel Dr. Albert Marteaux, diputat i membre dels Serveis Públics de Benestar de Bèlgica,amb la col·laboració del cirujà Fernand Neumann i el Dr. René Dumont. L'hospital, conegut com El Belga, va ser reconegut com un dels més ben equipats d'Espanya. Les infermeres també van desemvolupar una important tasca d'acompanyament, creant un centre socio-cultural, amb cursos d'alfabetització, tallers, vetllades teatrals, una coral i l'edició del petit diari: La voz del herido. Per aquest motiu, es van guanyar l'afecte i simpatia dels ferits i de la població local, que les anomenava: Les mamàs belgues.
Golda es quedà embarassada i el 3 d'agost de 1938 va infantar una nena que va ser anomenada Madrid o Madrich
Amb el curs de la guerra clarament desfavorable, les Corts Republicanes es van reunir per última vegada al Castell de Sant Ferran de Figueras. El president Negrín va intentar negociar la pau amb el General Franco, però li va ser exigida una rendició incondicional i la certesa de les represàlies va provocar l'èxode massiu dels vençuts. Conscients de que si queien presoneres de les tropes feixistes, serien ultratjades i afusellades, Rachela, Feigla i Golda amb la filla de pocs mesos, van poder arribar a l'aeròdrom de Xiva, des d'on foren evacuades en dos torns a Orà (Algèria)
De retorn a Bèlgica, Golda i la nena van tornar a Anvers amb els pares, Rachela i Feigla es van quedar a Brussel·les. L'1 de setembre de 1939 va esclatar la Segona Guerra Mundial i el 28 de maig de 1940 l'exèrcit nazi va ocupar Bèlgica, després de només 18 dies de campanya. A partir de llavors, el govern, sotmès a les ordres de Berlín, va col.aborar activament en la persecució dels jueus, primer fitxant-los i l'any 1942 obligant-los a portar la insígnia groga.
El 28 d'agost de 1942 es va produir la segona gran ratzia a Anvers, es van encerclar barris sencers i van ser detinguts 1.135 jueus, entre els quals hi havia Golda, la seva filla Madrid (Madrich)de 4 anys, el marit Szmul Berliner, la germana Miriam, el marit Nathan Nussan Namenwirth i els pares. Van ser traslladats a la caserna de Dossin, a Malines, abans de ser deportats al camp de Concentració d'Auschwitz-Birkenau, on entre el 12 i 15 de setembre van ser exterminats a la cambra de gas. Només va sobreviure el marit que més tard va emigrar als USA.
Rachela, amb papers falsos, es va unir als combatents de la tercera companyia de la Mobiel Korps, braç armat del partit comunista de Brussel·les, format en dues terceres parts per immigrants jueus que havien combatut a Espanya comandats pel búlgar Todor Angheloff. El nom clau de Rachela a la resistència va serJaqueline i la seva missió consistia en detectar i boicotejar els col·laboracionistes, transportar armes i diners i preparar sabotatges contra objectius nazis. També la germana Feigla i altres brigadistes van formar part de l'Orquestra Roja(Die Rote Kapelle) una xarxa d'espionatge que va aconseguir valuoses informacions sobre els moviments de la Wehrmacht. La seva llengua de comunicació era l'Ídix.
El 12 d'abril de 1944 Rachela Luftig va ser interceptada per la Gestapo, interrogada i traslladada a les presons de Louizalaan i Sint Gillis abans de ser deportada a Ravensbrück, on va portar el triangle roig, distintiu dels comunistes, a l'uniforme i li van tatuar al braç el número 42803. Malgrat les privacions i el treball forçat, va sobreviure fins que va ser alliberada el 30 d'abril de 1945.
Repatriada a Bèlgica amb l'ajut de la Creu Roja, va intentar establir-se a la seva Polònia natal, però el 1949 es va traslladar definitivament a París amb el seu marit Elie Goth i es va afiliar al Partit Comunista Francès.

## Memòria històrica
L'historiador Belga Rudi Van Dorslaer va ser el primer en realitzar el 1980 un estudi sobre els brigadistes belgues a la Guerra d'Espanya. El 1990 en una tesi doctoral, va documentar el gran nombre de combatents jueus que hi havien participat: més de 200 homes i 27 dones, moltes de les quals van morir als camps de concentració nazis. El 1986 Van Dorslaer va visitar Rachela Luftig a París i en acabar l'entrevista, ella li va entregar de record una fotografia datada el primer de maig de 1936 on es veia un grup de noies davant de l'Hotel Colón de Barcelona, que lluïa una gran pancarta del PSUC; eren les infermeres jueves destinades a l'hospital d'Ontinyent.
Anys més tard SvenTuytens, corresponsal a Espanya de la Radio Televisió Belga, que també investigava aquells fets, va rebre la fotografia de mans de Rudi Van Dorslaer i va decidir saber-ne més. Es va desplaçar a la zona on encara trobà testimonis vius, entre els quals Maria Rosario Llin Belda (Rosariet, la peque) una infermera que l'any 1937 només tenia 15 anys i recordava tots els noms i els fets. Amb la informació recollida, va filmar un documental, que va ser guanyador el 2016 del premi a la mostra Internacional de Cinèma Documental de Montaverner, posteriorment va publicar un llibre en neerlandes, que va ser traduït al castellà el 2019 amb el títol de Las mamás belgas.